# 도시괴담 데자뷰 2
도시괴담 데자뷰 2는 수퍼 액션에서 방송된 텔레비전 드라마다.

## 줄거리
우리 주변에서 일어날법한 공포와 반전을 다룬 드라마다.

## 등장 인물
- 오승은 : 윤혜영 역
- 고명환 : 고인철 역
- 이정호 : 이창민 역
- 윤영삼 : 윤호민 역
- 안신우 : 안승호 역
- 김세인 : 김윤희 역